# 分隔带
分隔带指的是道路纵向设置用来导流或分隔车道的设施，以保障行车安全，分为两侧分带和中间带，一般车辆不可穿越，可以仅仅是一个栏杆，也可以有路灯、树木甚至铁路轨道等。
中央分隔島是公路與道路的車道在相反的行進方向通過分隔帶分開，多採用重型混凝土障礙物，可以將車輛反彈回其路徑上; 其他的由鋼絲繩製成，鋼絲繩安裝在適度薄弱的支柱上，繩索切入車身並潰縮，使車輛減速，同時將其保持在屏障上直至停止。在都市道路上，從雙向四車道轉換而來，中央分隔島不會很大：只是一個小型鋼製分隔器或分隔桿以節省空間，一般稱為分隔帶。於道路中央有突出小丘，稱為分隔島，僅作分向功能者，則設立緣石。

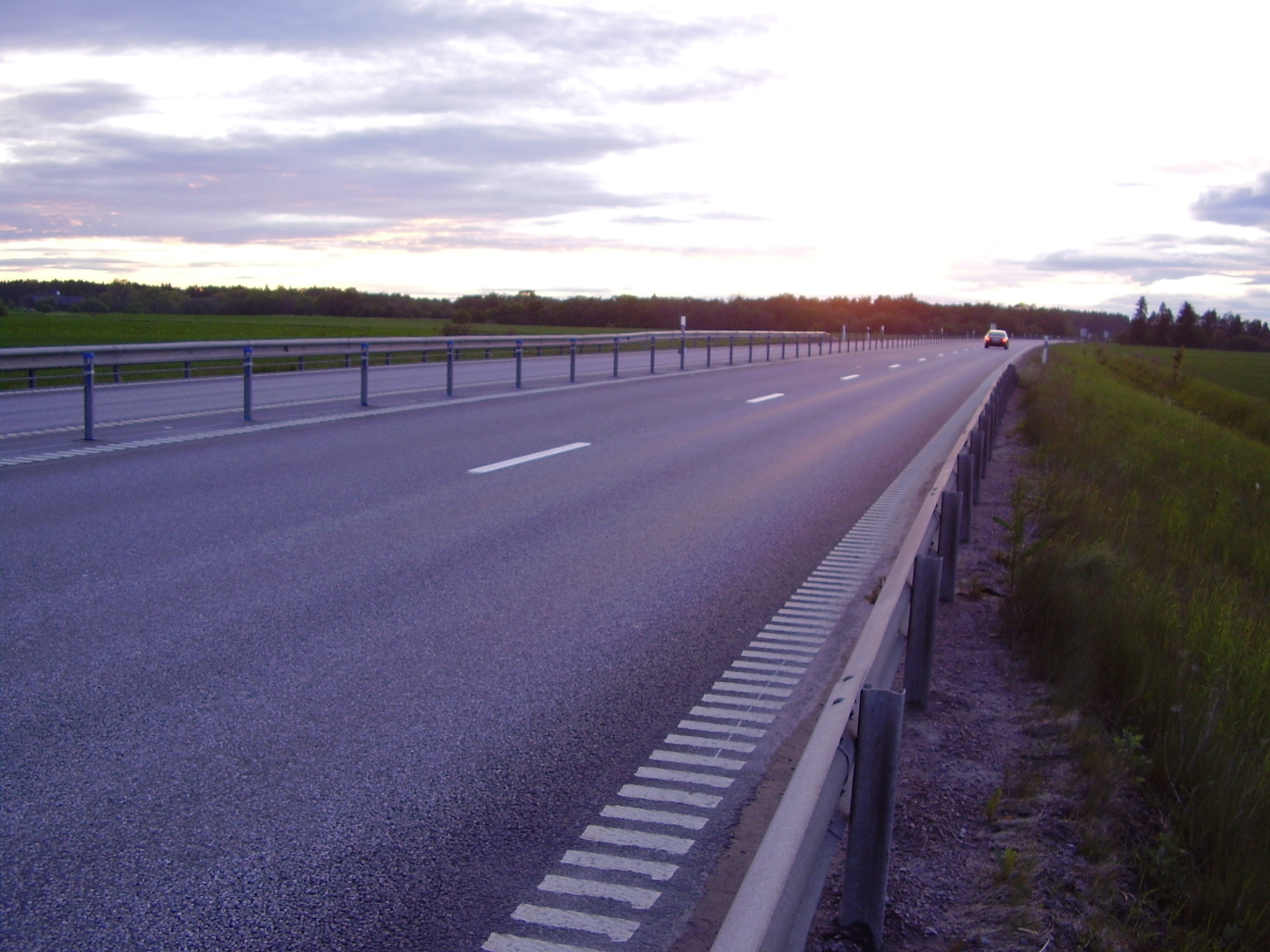
雙向實體分隔道路

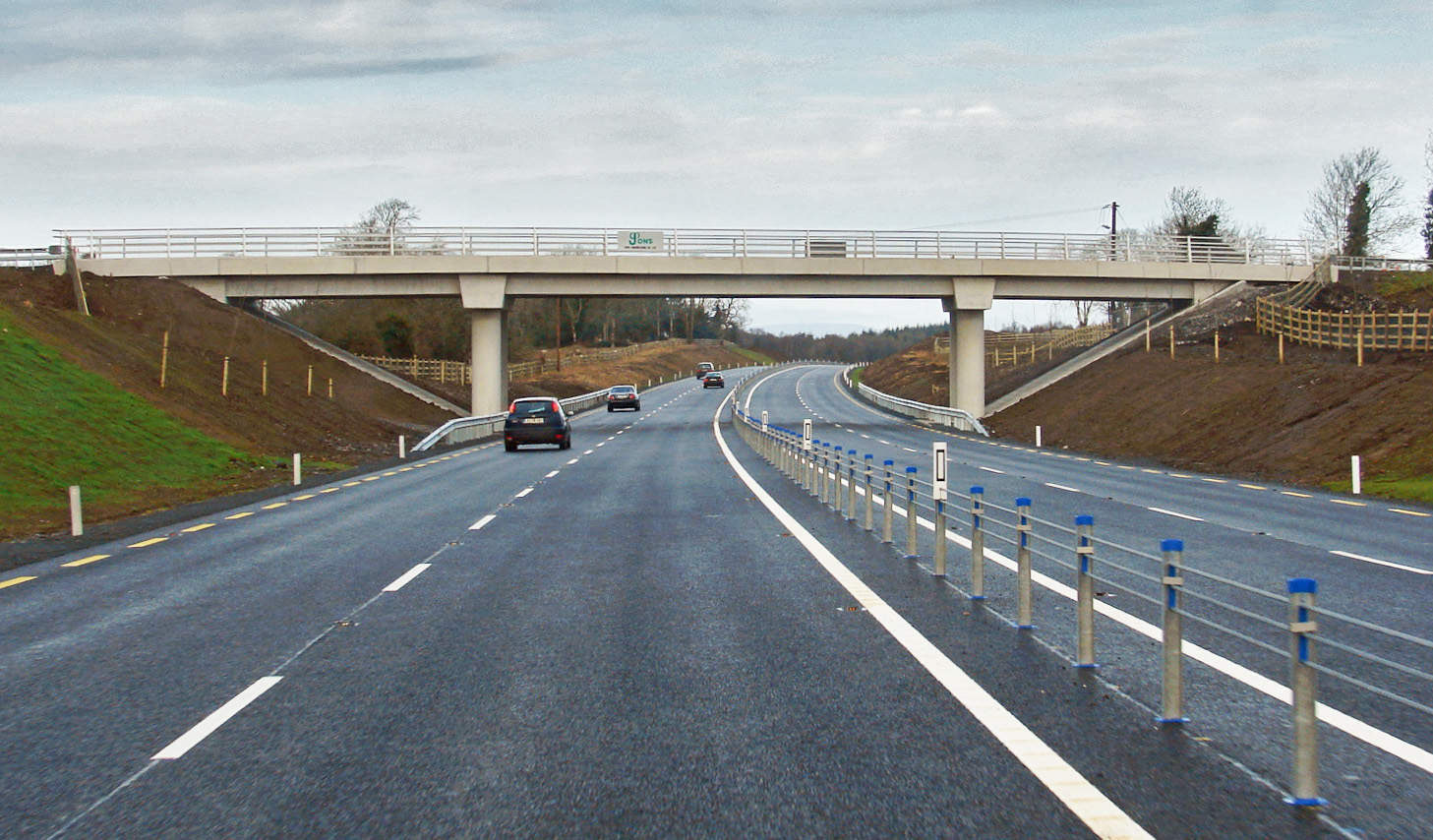
分隔桿快速道路

分隔帶之寬度除另有規定外，應視路權範圍、車道及交叉路口防護作用因素而異，寬度至少50公分；若有公共設施時，寬度至少70公分。設置於主要道路之中央分隔帶宜大於4公尺，設置於次要道路之中央分隔帶宜大於1.5公尺。分隔帶空間小於1.5公尺者，以緣石設置。
緣石的型式有柵欄式與可跨越式緣石兩類。 
1. 柵欄式緣石之高度較高，約15～20公分，外形陡直，斜率不可低於1：3，其功用在於防止車輛駛離車道，其上端的隅角應設計成圓弧狀，半徑約1.2～2.5公分。但若道路之設計速率超過60公里/小時，則不可設置此類緣石。
2. 可跨越緣石之高度約為10～15公分，其表面斜率約為1：1～2：1，車輛在緊急時可跨越而過。此類緣石可設於槽化島或中央分隔帶之邊緣或路肩之外緣。
3. 緣石面至車道邊緣之退縮距離宜大於0.5公尺，最小0.25公尺，緣石起點處之退縮距離宜大於1 公尺，最小0.5公尺。

中央分隔島應避免有淨空斷點，造成行車安全疑慮，並減低其道路速限，在較高等級的道路上原則不開口。但下列情況除外： 
- 支線路面有8公尺以上寬度。
- 備有救護車之醫院出入門口及消防隊門口。
- 特殊情況或專供車輛迴轉之中央分隔帶。

另外，部分受控制道路的中間帶也可能存在間隙，以允許轉彎和穿越，特別是較長的封閉式道路之前，中途沒有匝道可供出入轉換，也有彈性調整分隔島位置，設快速通行車道和調撥車道在本地主要道路系統內使用，以提供更多的容量並使長途旅行的交通流暢。

調撥車道示意圖

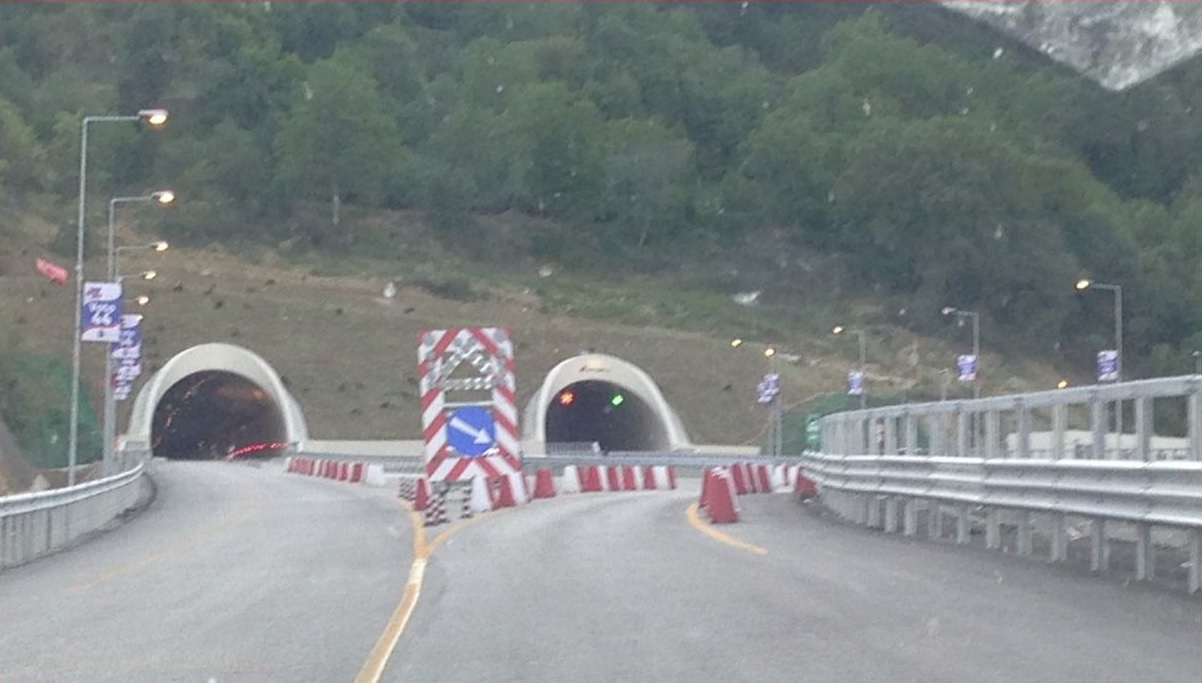
長隧道前的迴轉道與調撥車道

防火帶，為確保道路兩側之建物安全，通常一側是重要設施時，中央分隔島會放大空間作防火區隔，平時則當成休憇公園使用，也有都市是把防火帶闢建為水道並成為道路分隔。

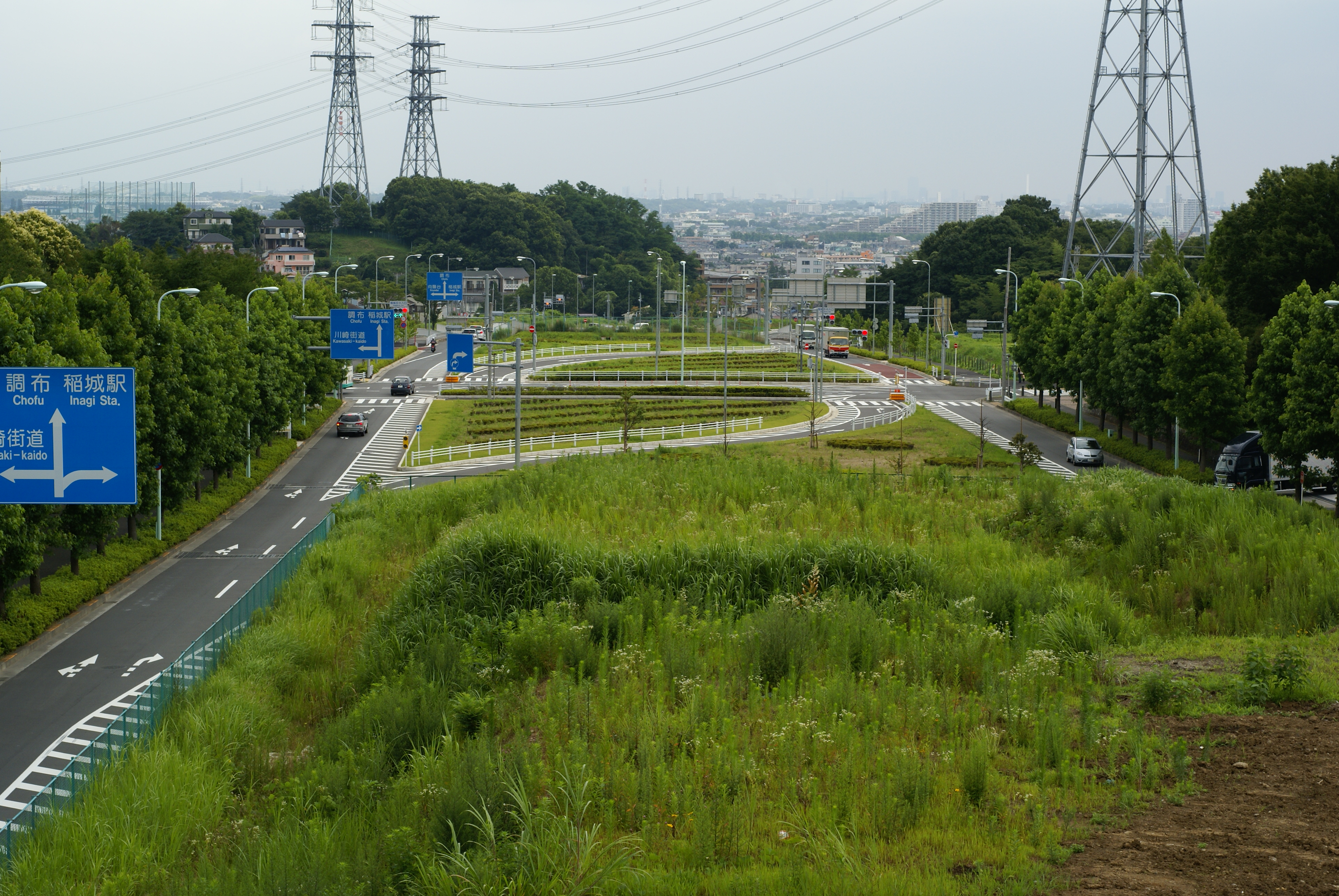
東京都 中央分隔島公園